# Escombreras (Cartagena)
Escombreras es una diputación del municipio español de Cartagena, en la Región de Murcia. Se encuentra localizada al sureste del casco urbano, limitando al norte con las diputaciones de Alumbres y Santa Lucía y al sur con el mar Mediterráneo a través de la Dársena de Escombreras. Desde la década de 1950 su territorio ha acogido un gran número de industrias y un importante complejo petroquímico, así como varias plantas de generación eléctrica.
Escombreras está considerada como una diputación del entorno metropolitano.

## Geografía
La diputación de Escombreras está delimitada por la de Alumbres y Santa Lucía al norte y el mar Mediterráneo al sur. Es un área montañosa que rodea una zona deprimida llamada Valle de Escombreras. La zona sur está formada por la Dársena de Escombreras, parte del Puerto de Cartagena, y la Isla de Escombreras. 

## Flora y Fauna
En la actualidad la flora y fauna de la zona está amenazada por la presencia masiva de industrias pesadas. Sin embargo, se están realizando esfuerzos de conservación de la flora endémica, como en el caso de la Manzanilla de Escombreras (Anthemis chrysantha).

## Toponimia
El nombre de Escombreras proviene del latín. Este topónimo viene de scombrer, la caballa (Scomber scombrus), una de las especies de pez empleados en la fabricación del garum, una popular salsa empleada en la época romana y para cuya elaboración se instalaron en esta zona fábricas de salazones en la antigüedad.

## Historia
Ya se ha mencionado la existencia en la zona de fábricas de salazones de época romana. También hay registros de la existencia de una almadraba en la zona. 
Sin embargo, no fue hasta el siglo XX cuando la zona cobró apogeo por la instalación de la primera refinería de petróleo de la península ibérica por parte de la empresa estatal REPESA. Más adelante también se instalaron factorías de la Empresa Nacional de Fertilizantes (ENFERSA) o de Abonos Complejos del Sureste (ASUR). La zona llegó a contar con más de 3.000 habitantes, pero a partir de la segunda mitad del siglo XX el auge de las industrias energéticas en el valle de Escombreras provocó un aumento de la contaminación y una ocupación del suelo que pronto hizo incompatible la convivencia con zonas residenciales. La expansión de la refinería de petróleo acabó por ocupar los terrenos que quedaban del antiguo poblado de Escombreras. En la actualidad el Valle de Escombreras es uno de los grandes polos energéticos de España, con presencia de empresas como Repsol, Fertiberia o Química del Estroncio. 

## Demografía
El padrón municipal de 2016 asigna a la diputación 14 habitantes (2 extranjeros), repartidos en los siguientes núcleos de población: Central Térmica (12); Escombreras (1); Trapajuar (1). Es, con diferencia, la zona menos poblada del término municipal. Sin embargo, durante el día unos 7.000 trabajadores acuden a las instalaciones industriales situadas en el Valle de Escombreras, como la Central de ciclo combinado de Cartagena, la Central térmica de Escombreras, Engie Energía Cartagena, la Refinería de Repsol o la planta industrial de Química del Estroncio.